# Джаны-Базар (Джалал-Абадская область)
Джаны-Базар (кирг. Жаңы-Базар) — село в Чаткальском районе Джалал-Абадской области Кыргызстана. Административный центр Чаткальского айылного аймака.

## География
Село расположено в западной части области, на левом берегу реки Чаткал, на расстоянии приблизительно 14 километров (по прямой) к юго-западу от села Каныш-Кыя, административного центра района. Абсолютная высота — 1524 метра над уровнем моря.

## Население
Согласно оценочным данным Национального статистического комитета Кыргызской Республики, численность населения села на начало 2023 года составляла 2572 человека.
| год     | 2009 | 2014 | 2015 | 2020 | 2021 | 2023 |
| ------- | ---- | ---- | ---- | ---- | ---- | ---- |
| человек | 2259 | 2453 | 2484 | 2869 | 2930 | 2572 |